# Jon Iturriria
Pas d'image ? Cliquez ici

a Compétitions nationales et continentales officielles uniquement.

Dernière mise à jour le 19 novembre 2021.
Jon Iturirria, né le 28 mars 1985, est un joueur de rugby à XV français qui évolue au poste de demi d'ouverture (1,87 m pour 86 kg).

## Carrière
- Jusqu'en 2007 : Aviron bayonnais
- 2007-2010 : US Nafarroa
- 2010-2016 : Saint-Jean-de-Luz ol.